# Hauptstraße 22, Eisenstadt

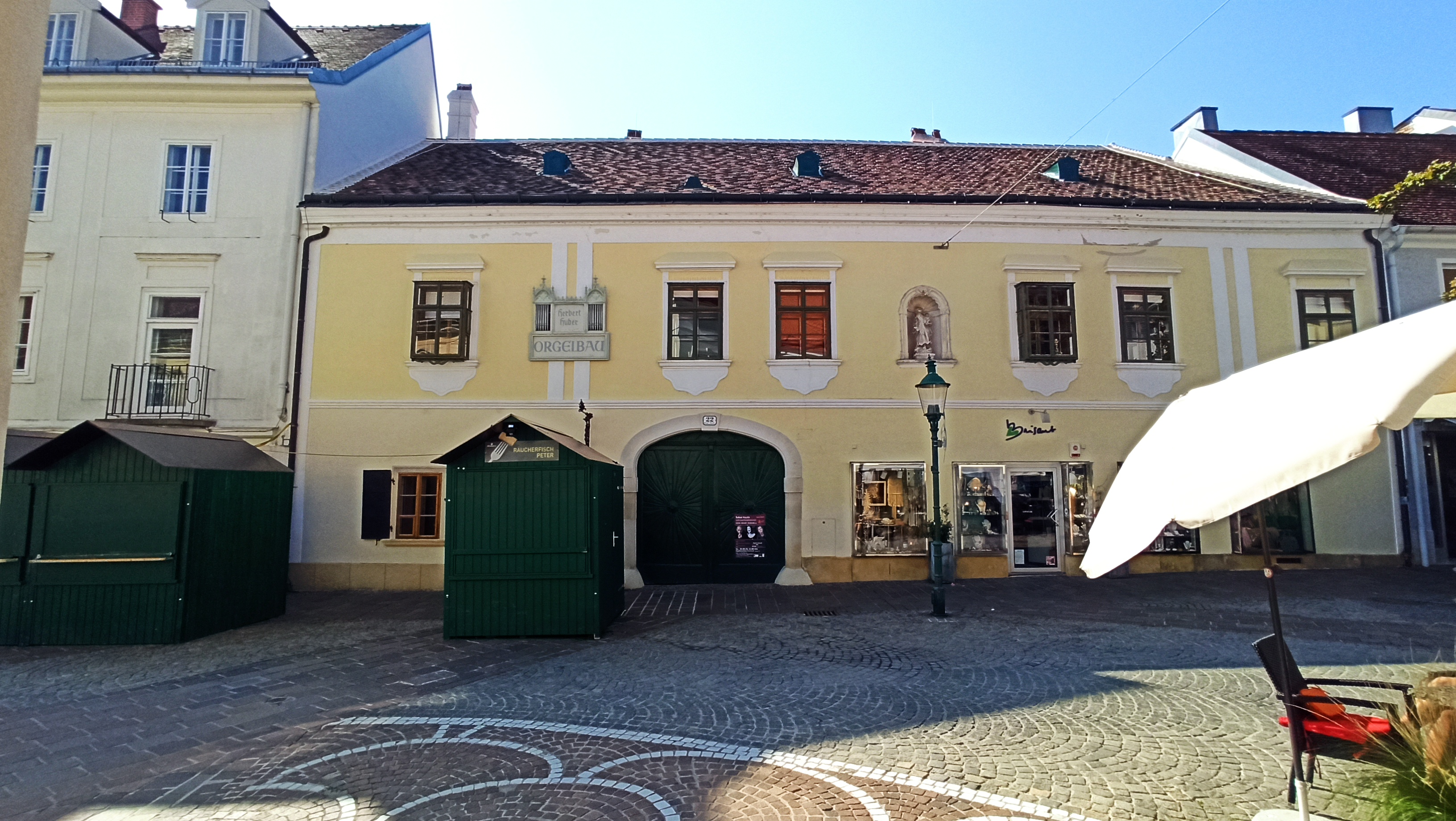
Orgelbauerhaus in Eisenstadt

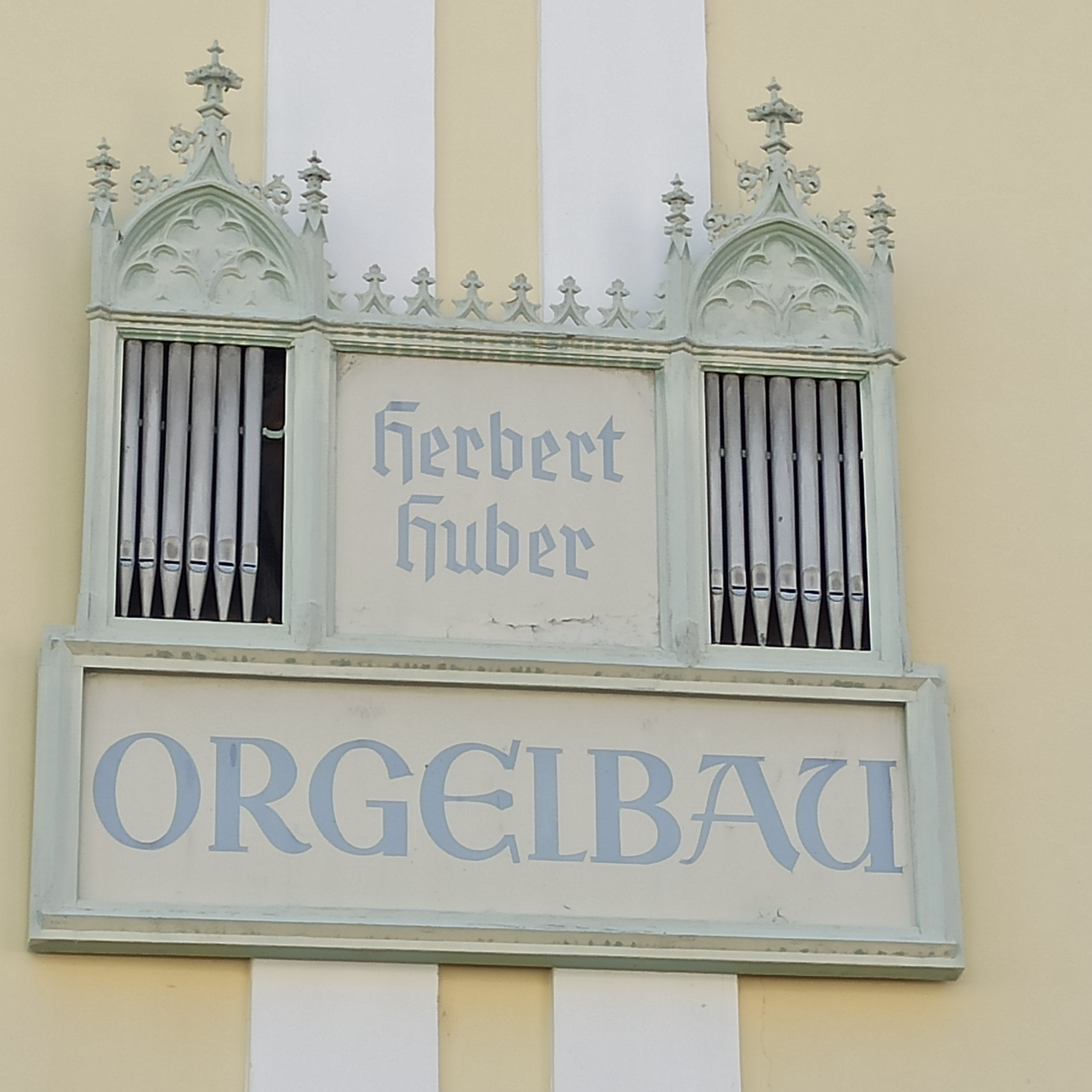
Orgelbau Herbert Huber

Das Orgelbauerhaus steht in der Hauptstraße 22 der Stadtgemeinde Eisenstadt im Burgenland. Das Bürgerhaus steht unter Denkmalschutz (Listeneintrag).

## Beschreibung
Das Orgelbauerhaus in Eisenstadt, im Kern aus das 16. Jahrhundert, zeigt eine reich gestaltete Fassadenfront aus dem 18. Jahrhundert zur heutigen Fußgängerzone in der Hauptstraße. Das Sonnentor zeigt die Jahresangabe 1836.
Das Gebäudeinnere hat einen Innenhof mit mächtigen verglasten Rundbogenarkaden über zwei Flügel. Eine Gedenktafel erinnert an einen Brand 1904. Im hinteren Haustrakt gibt es die Nischenfigur hl. Joseph.
Im Zuge der Restaurierung des Daches und des Erdgeschoßes 2022 wurde eine Rauchküche festgestellt und die offene Feuerstelle und der dazugehörende Herd wiederhergestellt.